# Detlef Schrempf
Detlef Schrempf (Leverkusen, 21 gennaio 1963) è un ex cestista e allenatore di pallacanestro tedesco, professionista nella NBA.

## Biografia
Schrempf, già quando era adolescente emigrò negli USA, dove poté giocare sia a livello di college sia a livello universitario. È sposato con Mari e ha due figli.

## Carriera

### NBA
Scelto nel draft NBA 1985 all'ottavo posto assoluto dai Dallas Mavericks, Schrempf divenne titolare dopo essere stato ceduto agli Indiana Pacers. Nei suoi primi anni ai Pacers fu uno dei migliori sostituti della lega vincendo consecutivamente il Premio sesto uomo dell'anno NBA nel 1991 e nel 1992. Divenne famoso per essere uno dei migliori tiratori della NBA, concludendo secondo nella NBA con il 478 su mille nel 1987, e guadagnandosi un posto da titolare. Nella stagione 1992-93, fu selezionato per il primo dei suoi tre NBA All-Star Games.
Alla fine della stagione 1992-93, Schrempf fu scambiato ai Seattle SuperSonics per l'ala Derrick McKey e la guardia-ala Gerald Paddio. Arrivò ancora secondo nella classifica del tiro da tre nell'annata 1994-95 con il 51,4%. Durante la sua permanenza a Seattle la squadra fu una delle migliori della NBA. Insieme con Gary Payton, Shawn Kemp, Sam Perkins, e Hersey Hawkins, il team fu soprannominato Sonic Boom, e raggiunse le Finali NBA nel 1996 dove persero contro i Chicago Bulls di Michael Jordan in sei gare (4-2).
Venne svincolato nel 1999 e lo stesso giorno firmò per i Portland Trail Blazers, con cui giocò fino al suo ritiro dal basket professionistico nel 2001.
Il 24 gennaio 2006 i Seattle SuperSonics lo assunsero come assistente allenatore.

### Nazionale tedesca
Con la Germania ha partecipato alle olimpiadi del 1992, mentre con la Germania Ovest ha partecipato alle olimpiadi del 1984 e ai Campionati Europei del 1983 e del 1985.

### Curiosità
"Detlef Schrempf" è il titolo di una canzone del gruppo Band of Horses nel loro disco del 2007 Cease to Begin.

## Statistiche

### NCAA
| Anno      | Squadra            | PG  | PT | MP   | TC%  | 3P% | TL%  | RP  | AP  | PRP | SP  | PP   |
| --------- | ------------------ | --- | -- | ---- | ---- | --- | ---- | --- | --- | --- | --- | ---- |
| 1981-1982 | Washington Huskies | 28  | -  | 11,2 | 45,2 | -   | 55,3 | 2,0 | 0,5 | 0,1 | 0,1 | 3,3  |
| 1982-1983 | Washington Huskies | 31  | -  | 30,9 | 46,6 | -   | 71,7 | 6,8 | 1,4 | 0,5 | 0,3 | 10,6 |
| 1983-1984 | Washington Huskies | 31  | -  | 38,3 | 53,9 | -   | 73,6 | 7,4 | 3,0 | 1,0 | 0,4 | 16,8 |
| 1984-1985 | Washington Huskies | 32  | -  | 36,9 | 55,8 | -   | 71,4 | 8,0 | 4,2 | 0,5 | 0,6 | 15,8 |
| Carriera  | Carriera           | 122 | -  | 29,8 | 52,1 | -   | 70,8 | 6,2 | 2,3 | 0,6 | 0,3 | 11,9 |

### NBA

#### Regular season
| Anno      | Squadra             | PG   | PT  | MP   | TC%  | 3P%  | TL%  | RP  | AP  | PRP | SP  | PP   |
| --------- | ------------------- | ---- | --- | ---- | ---- | ---- | ---- | --- | --- | --- | --- | ---- |
| 1985-1986 | Dallas Mavericks    | 64   | 12  | 15,1 | 45,1 | 42,9 | 72,4 | 3,1 | 1,4 | 0,4 | 0,2 | 6,2  |
| 1986-1987 | Dallas Mavericks    | 81   | 5   | 21,1 | 47,2 | 47,8 | 74,2 | 3,7 | 2,0 | 0,6 | 0,2 | 9,3  |
| 1987-1988 | Dallas Mavericks    | 82   | 4   | 19,4 | 45,6 | 15,6 | 75,6 | 3,4 | 1,9 | 0,5 | 0,4 | 8,5  |
| 1988-1989 | Dallas Mavericks    | 37   | 1   | 22,8 | 42,6 | 12,5 | 78,9 | 4,5 | 2,3 | 0,6 | 0,2 | 9,5  |
| 1988-1989 | Indiana Pacers      | 32   | 12  | 31,4 | 51,4 | 26,3 | 77,2 | 7,2 | 2,9 | 0,9 | 0,3 | 14,8 |
| 1989-1990 | Indiana Pacers      | 78   | 18  | 33,0 | 51,6 | 35,4 | 82,0 | 7,9 | 3,2 | 0,8 | 0,2 | 16,2 |
| 1990-1991 | Indiana Pacers      | 82   | 3   | 32,1 | 52,0 | 37,5 | 81,8 | 8,0 | 3,7 | 0,7 | 0,3 | 16,1 |
| 1991-1992 | Indiana Pacers      | 80   | 4   | 32,6 | 53,6 | 32,4 | 82,8 | 9,6 | 3,9 | 0,8 | 0,5 | 17,3 |
| 1992-1993 | Indiana Pacers      | 82   | 60  | 37,8 | 47,6 | 15,4 | 80,4 | 9,5 | 6,0 | 1,0 | 0,3 | 19,1 |
| 1993-1994 | Seattle S.Sonics    | 81   | 80  | 33,7 | 49,3 | 32,4 | 76,9 | 5,6 | 3,4 | 0,9 | 0,1 | 15,0 |
| 1994-1995 | Seattle S.Sonics    | 82   | 82  | 35,2 | 52,3 | 51,4 | 83,9 | 6,2 | 3,8 | 1,1 | 0,4 | 19,2 |
| 1995-1996 | Seattle S.Sonics    | 63   | 60  | 34,9 | 48,6 | 40,8 | 77,6 | 5,2 | 4,4 | 0,9 | 0,1 | 17,1 |
| 1996-1997 | Seattle S.Sonics    | 61   | 60  | 35,9 | 49,2 | 35,4 | 80,1 | 6,5 | 4,4 | 1,0 | 0,3 | 16,8 |
| 1997-1998 | Seattle S.Sonics    | 78   | 78  | 35,2 | 48,7 | 41,5 | 84,4 | 7,1 | 4,4 | 0,8 | 0,2 | 15,8 |
| 1998-1999 | Seattle S.Sonics    | 50   | 39  | 35,3 | 47,2 | 39,5 | 82,3 | 7,4 | 3,7 | 0,8 | 0,5 | 15,0 |
| 1999-2000 | Portland T. Blazers | 77   | 6   | 21,6 | 43,2 | 40,4 | 83,3 | 4,3 | 2,6 | 0,5 | 0,2 | 7,5  |
| 2000-2001 | Portland T. Blazers | 26   | 0   | 15,3 | 41,1 | 37,5 | 85,2 | 3,0 | 1,7 | 0,3 | 0,1 | 4,0  |
| Carriera  | Carriera            | 1136 | 524 | 29,6 | 49,1 | 38,4 | 80,3 | 6,2 | 3,4 | 0,8 | 0,3 | 13,9 |
| All-Star  | All-Star            | 3    | 0   | 17,0 | 45,5 | 25,0 | 33,3 | 3,7 | 2,3 | 0,0 | 0,3 | 7,7  |

#### Play-off
| Anno     | Squadra             | PG  | PT | MP   | TC%  | 3P%  | TL%  | RP   | AP  | PRP | SP  | PP   |
| -------- | ------------------- | --- | -- | ---- | ---- | ---- | ---- | ---- | --- | --- | --- | ---- |
| 1986     | Dallas Mavericks    | 10  | 0  | 12,0 | 46,4 | 0,0  | 64,7 | 2,3  | 1,4 | 0,2 | 0,1 | 3,7  |
| 1987     | Dallas Mavericks    | 4   | 0  | 24,3 | 37,1 | 0,0  | 45,5 | 3,0  | 1,5 | 0,8 | 0,5 | 7,8  |
| 1988     | Dallas Mavericks    | 15  | 0  | 18,3 | 46,5 | 33,3 | 70,6 | 3,7  | 1,6 | 0,5 | 0,5 | 7,8  |
| 1990     | Indiana Pacers      | 3   | 3  | 41,7 | 48,9 | 0,0  | 93,8 | 7,3  | 1,7 | 0,7 | 0,3 | 20,3 |
| 1991     | Indiana Pacers      | 5   | 0  | 35,8 | 47,4 | 0,0  | 83,3 | 7,2  | 2,2 | 0,4 | 0,0 | 15,8 |
| 1992     | Indiana Pacers      | 3   | 0  | 40,0 | 38,3 | 50,0 | 89,3 | 13,0 | 2,3 | 0,7 | 0,3 | 21,0 |
| 1993     | Indiana Pacers      | 4   | 4  | 41,3 | 46,3 | 0,0  | 77,8 | 5,8  | 7,3 | 0,3 | 0,5 | 19,5 |
| 1994     | Seattle S.Sonics    | 5   | 5  | 34,8 | 52,0 | 33,3 | 86,7 | 5,4  | 2,0 | 0,2 | 0,6 | 18,6 |
| 1995     | Seattle S.Sonics    | 4   | 4  | 38,3 | 40,4 | 55,6 | 79,2 | 4,8  | 3,0 | 0,8 | 0,5 | 18,8 |
| 1996     | Seattle S.Sonics    | 21  | 21 | 37,6 | 47,5 | 36,8 | 75,0 | 5,0  | 3,2 | 0,7 | 0,2 | 16,0 |
| 1997     | Seattle S.Sonics    | 12  | 12 | 38,3 | 47,2 | 55,2 | 81,5 | 5,8  | 3,4 | 1,1 | 0,1 | 16,9 |
| 1998     | Seattle S.Sonics    | 10  | 10 | 37,5 | 51,2 | 14,3 | 81,6 | 7,7  | 3,9 | 0,7 | 0,1 | 16,1 |
| 2000     | Portland T. Blazers | 15  | 0  | 18,4 | 39,3 | 16,7 | 83,0 | 3,5  | 2,0 | 0,3 | 0,0 | 5,6  |
| 2001     | Portland T. Blazers | 3   | 0  | 10,7 | 66,7 | 66,7 | 66,7 | 1,7  | 0,3 | 0,0 | 0,0 | 4,7  |
| Carriera | Carriera            | 114 | 59 | 29,3 | 46,5 | 37,3 | 78,9 | 5,0  | 2,6 | 0,5 | 0,2 | 12,6 |

#### Massimi in carriera
- Massimo di punti: 36 vs Golden State Warriors (8 dicembre 1992)[2]
- Massimo di rimbalzi: 23 vs Orlando Magic (11 febbraio 1992)
- Massimo di assist: 14 vs Sacramento Kings (10 dicembre 1992)
- Massimo di palle rubate: 4 (14 volte)
- Massimo di stoppate: 3 (3 volte)
- Massimo di minuti giocati: 50 vs Washington Bullets (20 novembre 1996)

## Palmarès
- FIBA Hall of Fame (2021)
- 2 volte NBA Sixth Man of the Year Award (1991, 1992)
- 3 volte NBA All-Star (1993, 1995, 1997)
- 1 volta All-NBA Third Team: 1995